# Kočnice
Kočnice su uređaj za usporavanje ili zaustavljanje vozila, zrakoplova, stroja, njihova pokretnoga dijela i slično. Kočnice su također i naziv za jednostavan mehanizam kojim se sprječava pokretanje nekog uređaja ili njegova dijela iz osnovnoga položaja u kojem miruje. Prema načinu na koji se ostvaruje sila kočenja, razlikuju se mehanička, aerodinamička, hidraulična i električna kočnica.

## Objašnjenje
Kočnice su uređaj za usporavanje odnosno potpuno zaustavljanje vozila ili drugog pokretnog tijela, odnosno za smaǌivaǌe ili potpuno sprečavaǌe ubrzavaǌa tijela. Kočnice proizvode silu ili zakretni moment suprotnog smjera od smjera gibaǌa ili zakretaǌa, te time kinetičku energiju tijela u gibaǌu pretvaraju u neki drugi oblik energije (uglavnom toplinu).
Najčešće se kočnice izrađuju tako da trenjem proizvode silu kočeǌa, te takve kočnice kinetičku energiju tijela u gibaǌu pretvaraju u toplinu. Kočnice treǌem se sastoje od dva dijela: pokretnog dijela glatke površine (za rotacijska gibanja to je disk ili bubanj), te obloge kočnice koja se prislaǌa i pritišće na pokretni dio. U motornim vozilima se tipično disk pritišće s obje strane simetrično, odnosno bubaǌ se pritišće oblogama koje su smještene iznutra, u šupǉini bubǌa. Kako je u kočnicama treǌem bitna teškoća hlađenje kočnice, odnosno odvođenje sve topline nastale kočeǌem prije nego temperatura kočnice naraste dotle da ošteti kočnicu ili joj znatno smaǌi učinkovitost (te dovede do proklizavaǌa kočnice), bitno je osigurati dostatko hlađeǌe kočnice. Disk je utoliko pogodniji oblik izvedbe kočnice treǌem, jer se znatno lakše hladi. No pritisak na kočne obloge na disk kočnicama mora biti znatno jači, nego pritisak na vrh obloga u izvedbi za kočnicu s bubǌem zbog čega se tipične disk kočnice opremaju i ojačivačkim (servo) uređajem.
Za prijenos sile s komandnog dijela do pokretnog dijela kočnice se primjenjuju tri načina: 
- čvrstom vezom: rijetko se upotrebljava u današnje doba za radne kočnice, s izuzetkom  bicikala i motocikala, a u automobilima se uglavnom upotrebljavaju za parkirnu kočnicu. Potrebna je velika sila na komandi za kočeǌe da se kočnice dostatno aktiviraju;
- hidraulično: primjenjuje se kod automobila i lakših teretnih automobila. Komanda kočnice potiskuje ulje koje se cijevima dovodi do hidrauličkih cilindara koji potiskuju kočne obloge;
- zračno: uvijek su povezane s ugradǌom jednostavnog servomehanizma gdje se komandom kočnice upravǉa ventilom koji otvara put stlačenom zraku, a taj stlačeni zrak zatim potiskuje kočne obloge. Time je postignuto da je dovoǉna mala sila na komandi kočnice, bez obzira na veličinu kočnice.

Raširene su i elektromagnetske kočnice koje kinetičku energiju gibaǌa pretvaraju u električnu energiju i time usporavaju kretaǌe. Mogu se naći u teškim vozilima kao mjera za usporavaǌe, ne i za zaustavǉaǌe. Nalazimo ih i u električnim tramvajima. Budući da nemaju dijelova koji se troše (habaju), te kako se i pokretni dijelovi takve kočnice vrlo malo griju, te su kočnice vrlo pogodne za duga razdoblja uporabe, na primjer za usporavaǌe teških vozila na dugotrajnim nizbrdicama. Električna energija koju takve kočnice proizvode se može ili pretvoriti u toplinu na za to predviđenom električnom otporniku, te se ta toplina zatim raspršuje u okolinu, odnosno može se uskladištiti ili upotrijebiti u neku drugu korisnu svrhu (regenerativno kočenje). U hibridnim vozilima, koja kombiniraju motore s unutarǌim izgaraǌem i električni pogon, često nalazimo na regenerativne elektromagnetske kočnice koje kod kočenja proizvedenu električnu energiju pune natrag u akumulatore vozila, i tako omogućuju da kinetička energija vozila prilikom kočeǌa spasi i pohrani, te iznova upotrijebi za ubrzavaǌe vozila kada bude potrebno.

## Mehanička kočnica
Mehanička kočnica koči silom trenja koja se pojavljuje zbog pritiska nepomičnoga dijela (na primjer ploče ili trake) s kočnom oblogom na dio koji se giba (bubanj, disk, osovina), pri čemu se kinetička energija gibanja pretvara u toplinu. Kočne obloge najčešće su od keramike, metala ili kojega drugog materijala s velikim koeficijentom trenja te velikom otpornošću na visoke temperature i trošenje ili habanje (prije azbesta). Sila kočenja aktivira se ručno (mehanički), odnosno hidrauličnim, pneumatskim ili električnim sustavom, može biti pojačana servouređajem te kontrolirana elektronskim sustavom, na primjer ABS (njem. Antiblockiersystem). Zbog velike topline koja se razvija pri kočenju, kočnice je često potrebno opremiti uređajima za hlađenje. Mehaničke se kočnice najviše primjenjuju u osobnim i teretnim automobilima, poljoprivrednim i građevinskim strojevima, vlakovima, uspinjačama, dizalima, žičarama i drugom. 

### Sustav za kočenje kod automobila
Sustav za kočenje djeluje na temelju umjetnog povećanja otpora okretanja kotača. Radna kočnica (s bubnjem ili s diskom) služi za usporavanje automobila u prometu i za njegovo potpuno zaustavljanje, djeluje na svim kotačima, a pokreće (aktivira) se nožno, s pomoću pedale. Kočnice s diskom primjenjuju se u prvom redu u osobnim i drugim lakim automobilima, i to prije svega na njihovim prednjim kotačima. Pomoćna kočnica djeluje, u pravilu, samo na dva stražnja kotača i obično se pokreće ručno. Ona je ujedno i parkirna kočnica za kočenje zaustavljenog vozila. Ubrzavanje lakih vozila (osobni automobili i slično) za vrijeme vožnje na nizbrdici sprječava motor, a u teškim gospodarskim vozilima mora za to biti ugrađena posebna kočnica (retarder). Prijenosni sklop prenosi nalog aktiviranja kočnice od pedale (ručice) do kočnice. Prema izvedbi prijenosni je sklop mehanički, hidraulični ili pneumatski. Mehanički sklop služi za pomoćne kočnice, dok se za aktiviranje radne kočnice primjenjuju hidraulični (osobni automobili) i pneumatski sklopovi (gospodarska vozila). Danas se kočnicama sve češće pridružuje regulacijsko-elektronički sustav ABS.  

### Tarne kočnice
Kod tarnih kočnica dolazi nakon uključivanja kočionog dijela s oblogom do trenja između pokretnih dijelova kočnice i obloge koja miruje. Kočenjem smanjena kinetička energija pretvara se u toplinu. Ova tako razvijena toplina mora biti odvođena, što je zadatak kod konstruiranja kočnice. Tarne kočnice nalaze široku primjenu u raznim industrijskim granama. Omogućuju jednostavne, jeftine, pouzdane i za razne pogone prilagodljive izvedbe. Troškovi održavanja kočnica su niski, vijek trajanja relativno dug, a sile potrebne za uključivanje niske. Ove vrste kočnica služe često i kao sigurnosni organi. Uključivanje kočnice može biti ručno, pneumatski, hidraulički, i to bilo direktno ili preko poluga. U nedostatke tarnih kočnica ubrajamo: trošenje tarnih dijelova, promjenjivost kočionog momenta sile. Do ove promjenjivosti dolazi zbog dolazi zbog promjena koeficijenta trenja izazvanog promjenama temperature, vlage, brzine i tlaka na oblogama. Prema načinu izvedbe razlikujemo čeljusne, pojasne, pločaste (lamelne) i stožaste kočnice.

#### Čeljusne kočnice s vanjskim čeljustima
Čeljusne kočnice s vanjskim čeljustima nalaze primjenu u gradnji dizalica, u teškoj industriji i kod prijevoznih (transportnih) uređaja. Dobro se hlade. Uključuju se pomoću opruga, pneumatski, hidraulički, utezima, nožnim ili ručnim djelovanjem na polugu preko kojeg se čeljusti tlače na rotirajući dio kočnice. Povoljnije je ako se koči na onom dijelu pogonskog sustava koji se vrti većom brzinom jer je na tom dijelu moment sile manji. Razlikujemo jednostavne i dvostruke čeljusne kočnice. 

#### Unutarnje čeljusne kočnice
Unutarnje čeljusne kočnice najveću primjenu nalaze kod motornih vozila. Na čeljusti prilikom kočenja možemo djelovati ručno, pneumatski ili hidraulički. Tlak čeljusti na unutarnji obod bubnja za kočenje ostvaruje se pomoću klina, grebena, tlačnog cilindra, polužnog ili upravljačkog sustava. Prednost ovih kočnica je u tome da se čeljusti nalaze zaštićene unutar bubnja za kočenje, što omogućuje da koeficijent trenja ne bude izložen vanjskim utjecajima. Loše strane su smanjena pristupačnost dijelova kočnice i slabija mogućnost odvođenja topline. Proizvode se kao simpleksne, dupleksne i servokočnice. 
Simpleksne kočnice imaju dvije čeljusti okretljivo uležištene na svornjaku, koji je učvršćen u onaj dio kočnice koji se ne okreće. Sile kojima se djeluje na svaku čeljust imaju suprotan smjer. Budući da se sile djelovanja na čeljusti ostvaruju bilo pomoću jednakog puta pomaka čeljusti, bilo jednake sile, trošenje čeljusti i sile kočenja nisu na obje čeljusti jednake. Otkočuje se pomoću opruge ili posebnog otkočnog uređaja. 
Dupleksne kočnice imaju dvije čeljusti s pomaknutim okretnim točkama (svornjacima). Pri kretanju kočnog bubnja ulijevo djeluju čeljusti automatski pojačano na tlačnu silu, a pri obratnom smjeru automatski oslabljeno. Ako su za oba smjera vrtnje sile kočenja jednake, moment kočenja je različit. 
Servo kočnice se sastoje, kao i simpleksne i dupleksne kočnice, od dviju čeljusti na koje se može djelovati preko hidrauličkih cilindara. Otkočuje se pomoću opruga. Pri okretanje kočnice ulijevo oslanja se lijeva čeljust svojim donjim krajem na desnu čeljust. Ova se zbog toga pomakne svojim gornjim krajem do oslona na hidrauličkom cilindru. Time je djelovanje obiju čeljusti jednako s djelovanjem dupleksne kočnice. Pri okretanju udesno oslanja se desna čeljust dolje na naslon, pa kočnica djeluje kao simpleksna. 

#### Pločaste kočnice
Pločaste kočnice, kočnice s pločom ili disk kočnice predstavljaju noviji način rješavanja problema kočenja. Kočna ploča vezana je vijcima na glavinu kotača. Nosač kočnice, koji je čvrsto vezan na osovinu vozila, nosi u sebi čeljusti kočnice, koje su obložene tarnim (frikcijskim) oblogama. Hidrauličkim djelovanjem dvaju radnih cilindara, koji se nalaze s obje strane kočne ploče u nosaču kočnice, izaziva se pritiskivanje čeljusti kočnice na kočnu ploču, a time i samo kočenje. Djelovanje je jednako djelovanju tarne spojke. Rastavljanje ploče vrši se vijčanim oprugama. Radi što boljeg hlađenja, ploča se kočnice često izvodi s poprečnim (radijalnim) šupljinama i rebrima. Jedna je od velikih prednosti kočnice s pločom da je neosjetljiva prema promjenama koeficijenta trenja obloga, pa joj je stupanj djelovanja vrlo stabilan.

#### Pojasne kočnice
Pojasne kočnice zbog jednostavne konstrukcije su poznate već odavno. Prednost im je što se relativno malom silom mogu ostvariti veliki učinci kočenja. Nedostatak im je veliko opterečenje vratila na savijanje, a ni sustav kočenja nije jako stabilan. Upotrebljavaju se u gradnji dizalica. Koči se pomoću čelične trake (pojasa) snabdjevene kočnom oblogom prebačenom preko kočnog cilindra, a opterećene su utezima, oprugama ili rukom. Razlikujemo jednostavne, sumarne, diferencijalne, ovijene, dvosmjerne i unutarnje pojasne kočnice. Ove posljednje rijetko se upotrebljavaju, jer je i pored velikog kuta opasivanja (većeg nego kod unutarnjih čeljusnih kočnica) moment kočenja zbog niskih dopuštenih sila opterećenja relativno nizak. Kod ovijenih pojasnih kočnica, s većim brojem ovijanja bubnja, povećava se duljina dodira bubnja i pojasa, a time i moment kočenja. 

#### Pronijeva kočnica
Posebnu namjenu imaju takozvane dinamometričke kočnice, koje služe za mjerenje snage strojeva u laboratorijskim uvjetima. Takva je na primjer Pronijeva kočnica, a u novije se doba za te namjene koriste hidraulične, električne i aerodinamičke kočnice.

## Zračna kočnica
Zračna kočnica ili aerodinamička kočnica koči zbog aerodinamičke sile otpora što se razvija kretanjem posebno oblikovana profila (krilo, zakrilce, propeler, padobran) velikom brzinom kroza zrak. Mijenjanjem položaja profila povećava se ili smanjuje otpor strujanju zraka, a time i sila kočenja. Takvim se kočnicama u obliku krilaca redovito opremaju zrakoplovi, a katkad se u letjelice i vozila ugrađuje padobran koji oni izbacuju kako bi se skratio zaustavni put. 

## Hidrodinamička kočnica
Hidrodinamička kočnica djeluje uz pomoć sile otpora što se, zbog unutarnjeg trenja (viskoznost) u tekućini, razvija prilikom gibanja nekog uronjenog tijela, na primjer okretanja lopatica turbinskoga rotora. 

## Električna kočnica
Električna kočnica koči silom magnetskog polja koja pruža otpor gibanju pokretnoga dijela elektromotora. Takav se način kočenja najčešće primjenjuje kod vozila pokretanih elektromotorom, koji se tijekom kočenja pretvara u električni generator i koji kinetičku energiju gibanja vozila (na primjer tramvaja) pretvara u električnu energiju.

## Vanjske poveznice
|  | Zajednički poslužitelj ima još gradiva o temi Kočnice |